# アキロン
アキロン（Aquilon）は、小関章ラファエルが主宰するクリエイティブ・ブランドで、学術研究、コンテンツ（主にアニメーション）を対象とする企画立案・創作活動等の名称である。

## 概要
日本のアニメーション作品である『機動戦士ガンダム00』の設定考証・神学考証、『交響詩篇エウレカセブン ポケットが虹でいっぱい』の神話協力などのプリプロダクションに参加した。2001年の山口里奈、佐々木千賀子のコンサートプロデュースから使われている。
ロゴマークはふたつの羽の上部中央に聖ジョージの十字架を置いたデザインであり、カラーはプロジェクトごとに異なる。Aquilonにはラテン語で「鷲のような大きな鳥」「北風」という意味がある。旧約的要素と鷲などの猛禽のイメージが取り入れられている。

## 関連
取引先にはサンライズ、ボンズ、Production I.Gが確認されている。又、デジタルハリウッド大学院産学官連携センター。慶應義塾大学教養研究センターもフィールドとなっている。

## 作品・プロジェクト
1996年
- 『Silence of the mooN』インディペンデント・レーベルCDリリース
作詞・作曲・演奏・アートディレクション・総合プロデュース

2001年
- 山口里奈『ピアノ独奏会』総合プロデュース
- 佐々木千賀子 コンサート『Soprano』総合プロデュース

2008年
- サンライズ作品『機動戦士ガンダム00』
  - 12話「教義果てに」設定考証
  - 13話「聖者の帰還」神学考証

2009年
- ボンズ劇場作品『交響詩篇エウレカセブン ポケットが虹でいっぱい』
神話協力：小関章ラファエル

2012年
- Production I.GドラマCDシリーズ『Quad Cross』
原作・作曲：小関章ラファエル、原作監修：五味佐和子